# リトル・ショップ・オブ・ホラーズ
『リトル・ショップ・オブ・ホラーズ』（The Little Shop of Horrors）は、1960年に公開されたアメリカ合衆国のB級ホラー映画。日本では1992年10月21日に発売。現在、パブリックドメインとなっている。また、この映画をもとに1982年に制作されたミュージカル作品についても後述する。なお、このミュージカル作品をもとに1986年に制作されたリメイク映画作品については、リトル・ショップ・オブ・ホラーズ (1986年の映画)を参照。

## ストーリー
花屋の店員シーモアは心優しいがドジでどこか頼りない青年だ。彼は鬼店長のマシュニク氏にこき使われていたが、同僚の女性店員オードリーに淡い恋心を寄せていた。ある日シーモアの余りのドジっぷりに遂に堪忍袋の緒を切らしたマシュニク氏は「何か店に為になる事をやらんと首にする」と脅して来た。慌てたシーモアは「僕が育ててる、珍しい植物を店に飾ればお客が来るかも」とマシュニク氏に提案、マシュニク氏は「すぐ持って来い！」と怒鳴る。
ところがシーモアが持って来たのは、彼が愛するオードリーの名前から取って「オードリージュニア」と名付けられた、枯れかかっている小さなハエジゴクもどき（？）。マシュニク氏は「どんな方法を使っても良いからそいつをうんとでっかくしろ！！」と言う。ところがオードリージュニアはどんな肥料をやっても、どんなに水をやっても大きく育たない。すっかり弱り果てたシーモア。だが彼はひょんな事からオードリージュニアの肥料を発見する。それは何と人間の血液だった。更に驚くべき事にオードリージュニアは人間の言葉で「腹が減った！ 飯が食いてぇ!! 何か食わせろ!!!」とシーモアに催促して来るのだった。
翌朝、シーモアが出店してみるとオードリージュニアはぐんと大きく育っていた。マシュニク氏もすっかりご満悦でシーモアを「我が息子よ！」と褒めたたえる。更に花評議会の人々が「更に大きく、立派に育てたら表彰したい」と申し出て来た。ところが暫くするともうオードリージュニアはしんなりと萎れかかっていた。さっきまでニコニコ顔だったマシュニク氏は鬼の形相で「さっさとこのへたれ植物を元に戻せ！」とシーモアに雷を落として来るのだった。とは言えオードリージュニアにエサである血をあげ続けていたために彼の指は傷だらけ、これ以上やったら自分が貧血で倒れてしまうとオードリージュニアに泣きついてきたが、全く聞く耳を持たない。
泣く泣くシーモアは深夜の町にエサ探しに出掛ける。だが悪い事は重なるもので、彼はふとした弾みで人を殺してしまう。真っ青になった彼はとりあえず死体を店に持ち帰る。店では大食らいのオードリージュニアが相変わらず「飯食わせろ！ メ～～～シ～～～！！」と催促して来る始末。流石にキレそうになるシーモア。しかし発想の転換を効かせ、死体をオードリージュニアに食べさせてしまう。翌朝、更に大きくなったオードリージュニアを見たマシュニク氏は流石に気味悪そうな顔をするのだった。一方シーモアも毎夜のオードリージュニアからのエサ催促の為にすっかり参ってしまい、おまけに歯痛まで発症してしまう。
歯医者に出掛けるシーモア。ところがここの歯医者、患者を傷めつける事に無性の喜びを感じる変態サド歯医者なのだった（因みに待合室には彼の愛読書らしき「月刊苦痛」が置いてある）。ひどい目に合わされたシーモアは歯医者に決闘を挑み殺してしまう（直後、彼を歯医者だと思い込んだ変態マゾ患者に「治療」を強要されたシーモアが、麻酔無しでドリルを使うデタラメ歯科「治療」を行い、患者はボロボロの歯も満足げに帰っていく）。結局この歯医者もオードリージュニアにおいしく食べられてしまうのだった。遂に怪物の様な大きさにまで成長したオードリージュニアを見て「こいつは（悪い意味で）ただモノじゃない」と感じたマシュニク氏は、今夜は自分がこのバケモノ植物の面倒を見ると言い、シーモアを叩き出す。思いがけない休暇を貰ったシーモアはオードリーと実家でディナーデートを楽しむ事にする。彼の母親が作ってくれる料理はとても体に良い薬膳料理だった。
一方マシュニク氏はオードリージュニアからのメシ催促を果敢にも断り続けていた。だがその時、店に拳銃を手にした凶暴な強盗が侵入して来た。恐怖に泣きべそをかくマシュニク氏は「金ならあの中に」とオードリージュニアの口を指差す。いそいそとオードリージュニアの口の中に体を入れた強盗は、哀れ銃声一発と拳銃を残し、ジュニアの胃袋の中へ消えてゆくのだった。翌日、マシュニク氏は「もうあいつの面倒は見ん！」と吐き捨てる様にシーモアに言う。
再び夜間、オードリージュニアの面倒を見る事になったシーモア。その日はオードリーも一緒だ。二人きりで良い雰囲気になるシーモアとオードリー。だが空気を読まぬオードリージュニアのメシ催促をシーモアのおふざけと勘違いしたオードリーは怒って帰ってしまう。度重なる暴挙に遂に怒り心頭に発したシーモアはオードリージュニアを口汚く罵るが、あっけなくオードリージュニアの催眠術に掛かり、またまたメシ探しに出掛ける羽目に。そこで出会った娼婦も又シーモアに殺され、オードリージュニアにおいしく食べられてしまうのだった。
一方度重なる町の人々の失踪に遂に警察も動き出し、シーモアが臭いと感じ花屋に赴く。その日は花協議会による、オードリージュニアの表彰の日。協議会の人々、シーモア、オードリー、マシュニク氏、そして警察等の観ている目の前で、今や象ほどの大きさにまで成長したオードリージュニアはゆっくりと、花を開かせてゆく。
その花は失踪した人々の顔だった。まずいと感じたシーモアはすぐ逃げ出し、警察も後を追う。必死の逃避行（右往左往の追いかけっこ）の末、何とか警察を巻き店に逃げ帰って来たシーモア。しかし怪植物オードリージュニアはまだシーモアにメシをねだる。意を決意したシーモアは、ナイフを手に「うんと食うが良い！」と決死の覚悟でオードリージュニアの口の中に入って行く。しばらくしてオードリーとシーモアの母も店にやって来た。二人の前でオードリージュニアは新しい花を咲かせる。それはシーモアの顔だった。彼は「僕は悪くない…」とつぶやくとしゅんと萎れてしまうのだった。

## キャスト
- シーモア・クレルボーン - ジョナサン・ヘイズ： 花屋の店員。
- オードリー・フルクアード - ジャッキー・ジョセフ： 花屋の店員。
- グラヴィス・マシュニク - メル・ウェルズ： 花屋の店長。
- バーソン・フォーチ - ディック・ミラー： 花を食べる客。
- ウィニフレッド・クレルボーン - マートル・ヴェイル： シーモアの母。
- ウィルバー・フォース - ジャック・ニコルソン： マゾの患者。

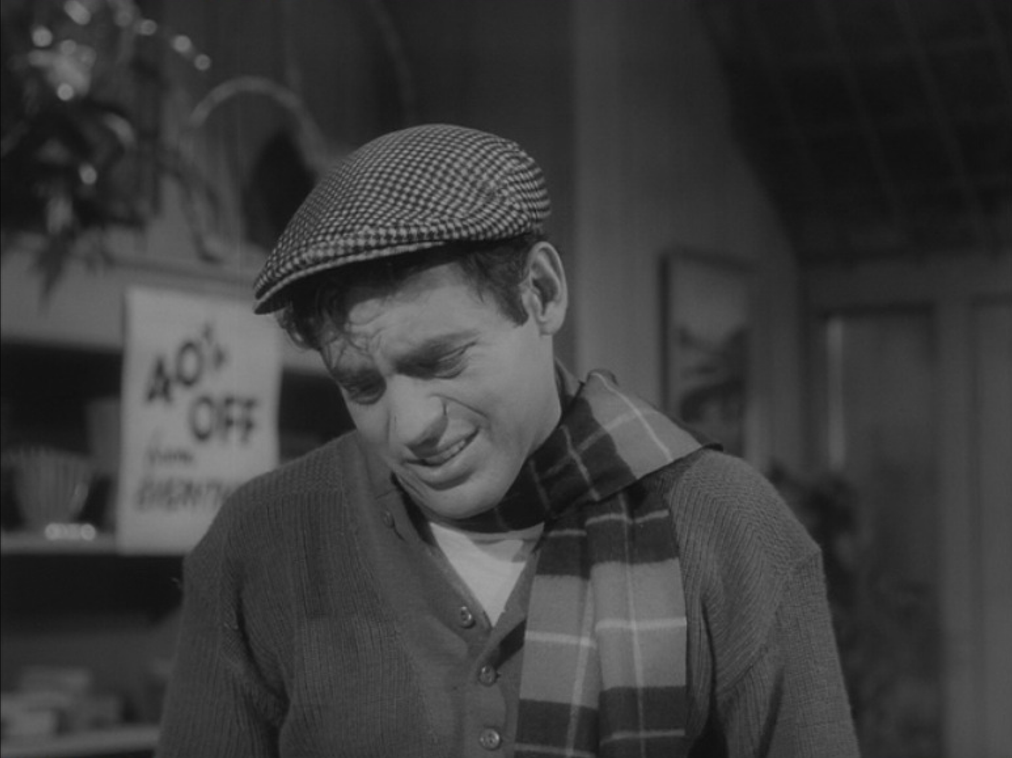
ジョナサン・ヘイズ
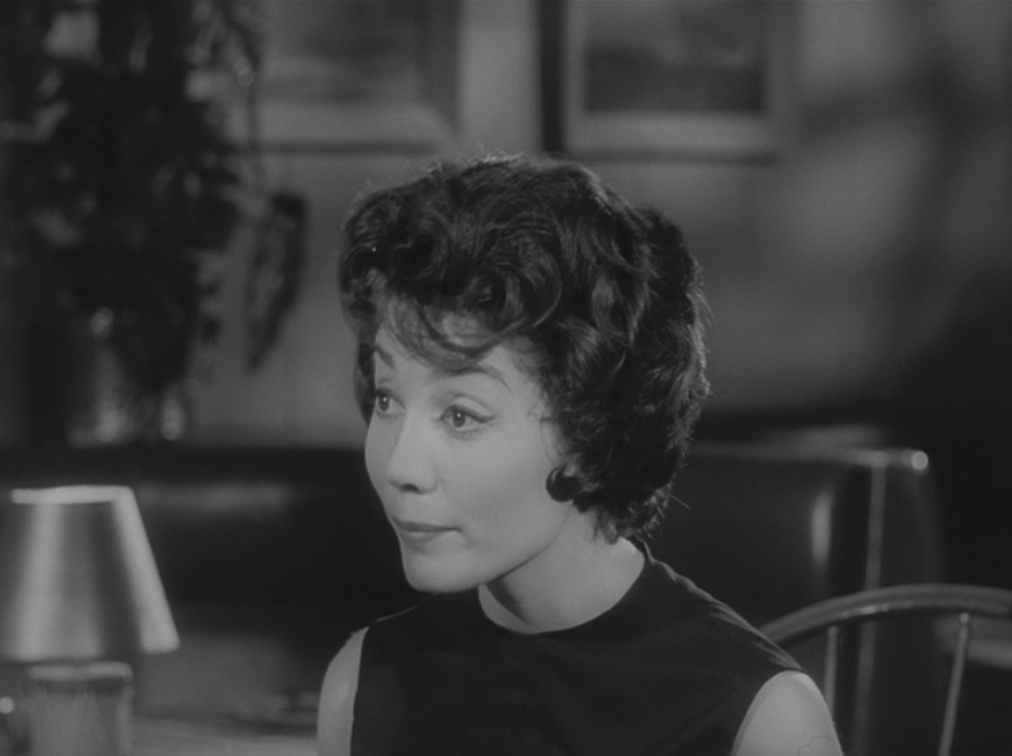
ジャッキー・ジョセフ
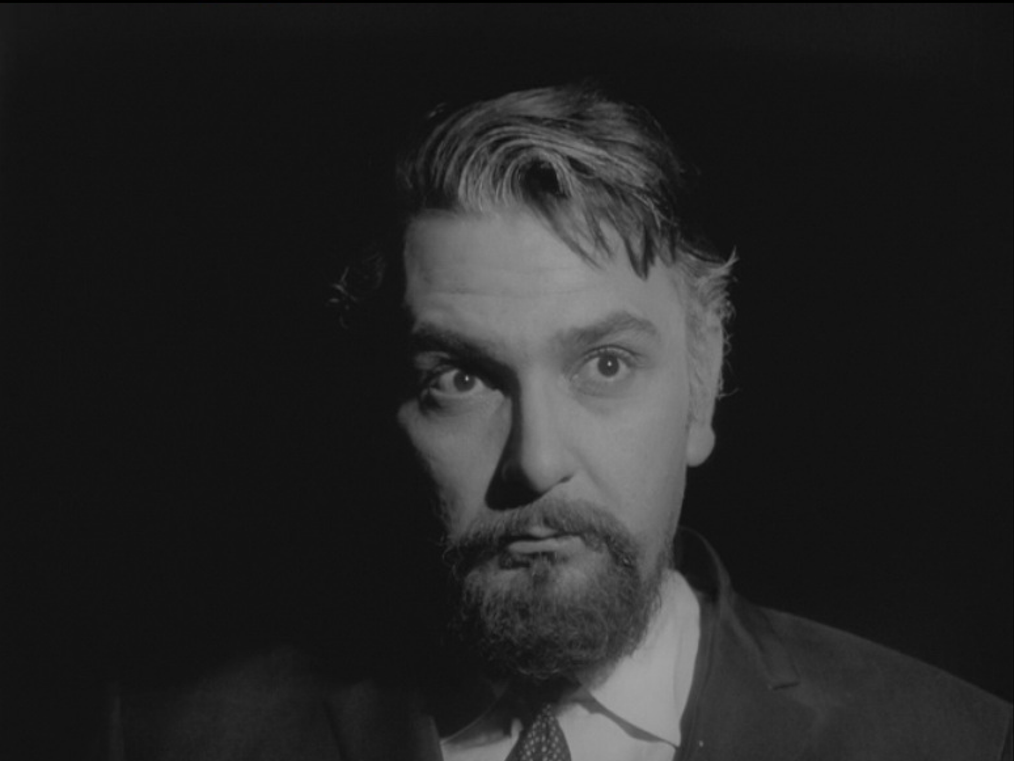
メル・ウェルズ
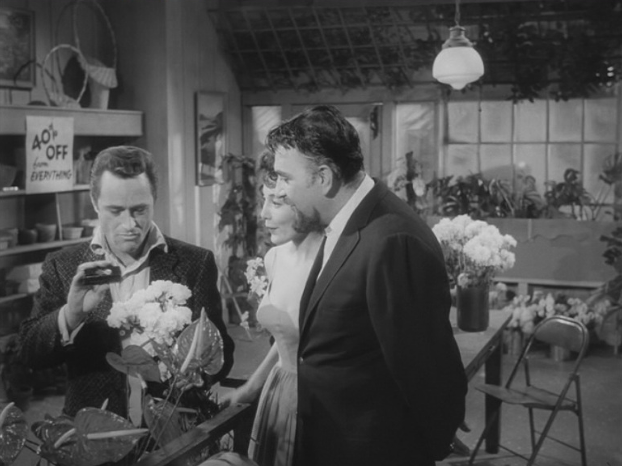
ディック・ミラー（左端）
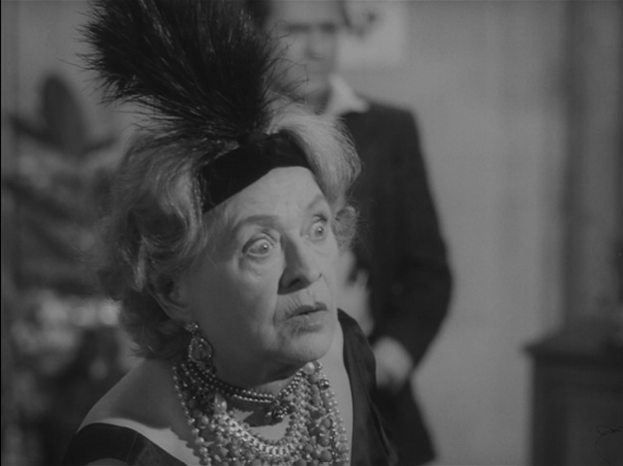
マートル・ヴェイル
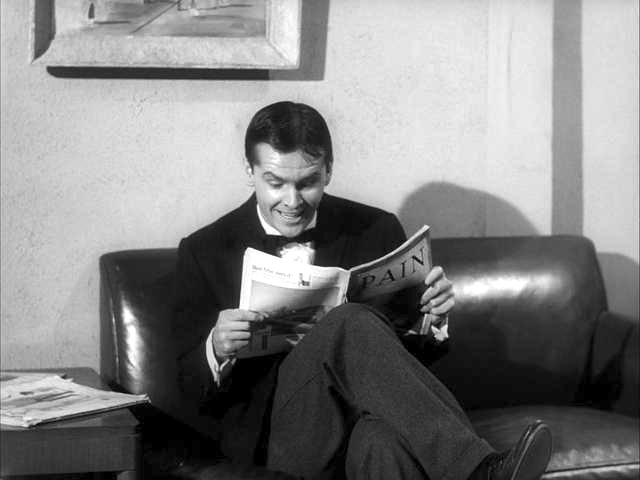
ジャック・ニコルソン

## ミュージカル
1982年に脚本・作詞：ハワード・アッシュマン、作曲：アラン・メンケンによってミュージカル化された。WAP劇場（座席数100以下の小劇場）で初演。2か月後オフ・ブロードウェイ進出。1983年にはウエスト・エンド、2003年にはブロードウェイで上演された。

### 日本での公演
初演は1984年、博品館劇場。主演は真田広之と桜田淳子。その後何度も再演を繰り返している。
2020年3月のシアタークリエで公演。主演は鈴木拡樹と三浦宏規（Wキャスト）。
歴代キャスト・演出
|              | 演出         | シーモア          | オードリー                     | ムシュニック | オリン     | その他                                                     |
| ------------ | ------------ | ----------------- | ------------------------------ | ------------ | ---------- | ---------------------------------------------------------- |
| 1984（初演） | 青井陽治     | 真田広之          | 桜田淳子                       | 宝田明       | 陣内孝則   | 田中利花 三浦丘美子 高久精華                               |
| 1984（再演） | 青井陽治     | 真田広之          | 岡崎友紀                       | 宝田明       | 陣内孝則   | 田中利花 三浦丘美子 高久精華                               |
| 1987         | 青井陽治     | 真田広之          | 久野綾希子                     | 宝田明       | 陣内孝則   | 田中利花 三浦丘美子 高久精華                               |
| 1991         | 青井陽治     | 真矢武            | 岡崎友紀                       | 宝田明       | 荒川亮     | 田中利花 三浦丘美子 石川いづみ                             |
| 1995         | 勝田安彦     | 岸田智史          | 日向薫                         | 瑳川哲朗     | 今村ねずみ | 荒井美乃里 井上珠美 小野妃香里 舘形比呂                    |
| 1999         | 中村龍史     | 西川貴教          | 風花舞                         | Bro.TOM      | 関仁史     | 真織由季 奈良井恭子 池間アカネ 野崎数馬 市村ヒロシ         |
| 1999         | 中村龍史     | 西川貴教          | 風花舞                         | Bro.TOM      | 谷原章介   |                                                            |
| 2001         | 上島雪夫     | 貴水博之          | 久宝留理子                     | Bro.TOM      | 岡幸二郎   | 麻生かほ里 中村音子（音羽椋） 紀元由有 野崎数馬 市村ヒロシ |
| 2005         | 吉川徹       | 山本耕史          | 上原多香子                     | 小堺一機     | 越中睦     | 浦嶋りんこ Tina 尾藤桃子 結樺健 QOMO                       |
| 2010         | 松村武       | DAIGO             | 安倍なつみ                     | 尾藤イサオ   | 新納慎也   |                                                            |
| 2012         | 松村武       | 相葉裕樹          | フランク莉奈                   | 尾藤イサオ   | 新納慎也   |                                                            |
| 2020         | 上田一豪     | 鈴木拡樹 三浦宏規 | 妃海風 井上小百合 （乃木坂46） | 岸祐二       | 石井一孝   | まりゑ 清水彩花 塚本直 榎本成志 高瀬雄史                   |
| 2021         | デーモン閣下 | 鈴木拡樹 三浦宏規 | 妃海風 井上小百合 （乃木坂46） | 阿部裕       | 石井一孝   | まりゑ 清水彩花 塚本直 榎本成志 高瀬雄史                   |

## リメイク映画
ミュージカルのヒットを受けて1986年にフランク・オズ監督でハリウッドでリメイクされた。